# Винтер-Ельм, Отто
Отто Винтер-Ельм (норв. Otto Winter-Hjelm; 8 октября 1837 — 3 мая 1931) — норвежский композитор, органист и дирижёр.
Сын известного норвежского юриста, судьи Верховного суда Клауса Винтер-Ельма (1797—1871). Начал изучать теологию в университете Христиании, затем переключился на занятия музыкой, в том числе под руководством Хальфдана Хьерульфа. В 1857—1858 гг. учился в Лейпцигской консерватории, затем в Новой Академии музыки Теодора Куллака. В берлинский период написал симфонию си бемоль мажор (1862), первое произведение норвежского автора в этом жанре.
Вернувшись в Норвегию, дирижировал концертами Филармонического общества Кристиании (наряду с Эдвардом Григом), преподавал, в 1874—1921 гг. был органистом церкви Троицы в Осло. Опубликовал сборник «Тридцать семь старинных гимнов» (норв. 37 ældre Salmemelodier; 1876, на основе фольклорных изысканий Л. М. Линдемана), кантату «Свет» (норв. Lyset; 1897, текст Бьёрнстьерне Бьёрнсона), ряд камерных сочинений. В 1886—1913 гг. выступал, с консервативных позиций, как музыкальный критик в газете «Aftenposten».